# جونگ یونگ-هوا
جونگ یونگ هوا (کره‌ای: 정용화؛ زادهٔ ۲۲ ژوئن ۱۹۸۹) خواننده، موسیقی‌دان و بازیگر اهل کره جنوبی است. او لیدر، خواننده و نوازندهٔ گیتار ریتم گروه راک سی‌ان‌بلو است. جونگ حرفهٔ بازیگری خود را در تو زیبایی (۲۰۰۹) آغاز کرد و در مجموعه‌های تلویزیونی ضربان قلب (۲۰۱۱)، سه تفنگدار (۲۰۱۴) و همکاری مغزها (۲۰۲۳) ایفای نقش کرده‌است. در کنار فعالیت‌های گروهی، جونگ فعالیت انفرادی خود را با انتشار آلبوم یک روز خوب در سال ۲۰۱۵ آغاز کرد.
همچنین جونگ یونگ هوا و گروه موسیقی‌اش اولین گروه کی-پاپ در جهان بودند که شروع به برگزاری تور جهانی کردند که در زمان خود برای اولین بار توسط یک گروه کره‌ای انجام شد و بازتاب‌های بسیار زیادی داشت و شروعی برای تورهای جهانی سایر گروه‌های کی-پاپ بود.

## زندگی‌نامه
خانواده او اصالتاً اهل بوسان هستند و تا دوران دبیرستان در بوسان سکونت داشت. در آنجا برای اولین بار شروع به ساخت موسیقی کرد. بعد از ورود به دانشگاه به سئول بازگشت و به کمپانی موسیقی و سرگرمی اف‌ان‌سی پیوست. و در گروه سی‌ان‌بلو عضو شد. در سال ۲۰۰۹ جونگ یونگ هوا به همراه اعضای گروه برای یادگیری موسیقی به ژاپن رفتند و در ژاپن اجراهای خیابانی داشتند و آلبوم‌های مستقل منتشر کردند.
جونگ یونگ هوا قبل از پیوستن به شرکت و گروه موسیقی، در بوسان به خاطر ظاهر خوب و خوانندگی اش شناخته شده بود. او خوانندگی در گروه موسیقی سی‌ان‌بلو را در ۱۹ اوت ۲۰۰۹ با انتشار مینی آلبوم Now or Never در ژاپن آغاز کرد. در ۱۴ ژانویه ۲۰۱۰ با انتشار مینی آلبوم Bluetory در کره جنوبی کار این گروه به‌طور رسمی آغاز شد.
علاوه بر آهنگسازی، جونگ یونگ هوا چندین ترانه برای خوانندگان دیگر یا برای فیلم‌ها سراییده‌است، از جمله آن‌ها می‌توان ترانه Because I Miss You در سریال عاشقم شدی را نام برد. در سال ۲۰۰۹ او در سریال تو زیبایی در نقش کانگ شین وو ظاهر شد
حدود دو سال بعد از شروع بازیگری در سال ۲۰۱۱ او برای بازی در نقش اصل مرد درام جوان پسندانه از عاشقم شدی انتخاب می‌شود. این بار نیز به همراه پارک شین هه در یک مجموعه قرار دارند. همچنین کانگ مین هیوک از گروه سی ان بلو نیز در این سریال حضور دارد. جونگ یونگ هوا همچنین خوانندگی سه ترانه از این سریال به نام‌های You’ve Fallen For Me و Because I Miss You و Comfort Song را برعهده داشت.
در سال ۲۰۱۳ برای دومین نقش اصلی در سریال اگه جرئت داری باهاش ازدواج کن نقش آفرینی کرد و در سال ۲۰۱۴ به گروه بازیگران سریال سه تفنگدار پیوست. او همچنین در سال ۲۰۱۷ در سینمایی نبرد سر آشپز و سریال بسته به ایفای نقش پرداخت.

## ترانه شناسی

### آلبوم
| عنوان                                     | نوع                 | ژانر     | زمان انتشار     | زبان            | مکان انتشار |
| ----------------------------------------- | ------------------- | -------- | --------------- | --------------- | ----------- |
| One Fine Day                              | فول آلبوم استودیویی | پاپ، راک | ٢٠ ژانویه ٢٠١۵  | کره ای، انگلیسی |             |
| One Fine Day Live at Budokan              | آلبوم اجرای زنده    |          | ٢۴ جون ٢٠١۵     |                 | ژاپن        |
| Do Disturb                                | EP                  | پاپ      | ١٩ جولای ٢٠١٧   | کره ای، انگلیسی |             |
| Summer Calling                            | فول آلبوم استودیویی | پاپ      | ٩ آگوست ٢٠١٧    | ژاپنی           |             |
| Summer Calling Live at World Hall in Kobe | آلبوم اجرای زنده    |          | ٢٨ فوریه ٢٠١٨   |                 | ژاپن        |
| Feel the Y's City                         | فول آلبوم استودیویی | پاپ      | ٢۶ فوریه ٢٠٢٠   | ژاپنی           |             |
| Stay in Touch                             | EP                  | پاپ      | ٢٢ جون ٢٠٢١     | چینی            |             |
| Your City                                 | EP                  | پاپ      | ١۴ سپتامبر ٢٠٢٣ | کره ای          |             |

### تک آهنگ
| عنوان                 | سال انتشار | زبان   | آلبوم             | توضیحات                                           |
| --------------------- | ---------- | ------ | ----------------- | ------------------------------------------------- |
| Promise               | ٢٠٠٩       |        |                   | OST سریال تو زیبایی (بعنوان همکاری با لی هونگ گی) |
| Because I Miss You    | ٢٠١١       |        |                   | OST سریال ضربان قلب                               |
| For First Time Lovers | ٢٠١١       | کره ای |                   |                                                   |
| You've Fallen for Me  | ٢٠١١       |        |                   | OST ‌سریال ضربان قلب                               |
| You, My Star          | ٢٠١۴       | کره ای |                   |                                                   |
| Mileage               | ٢٠١۵       | کره ای | One Fine Day      | به همراه YDG                                      |
| One Fine Day          | ٢٠١۵       | کره ای | One Fine Day      |                                                   |
| Hello                 | ٢٠١۶       | کره ای | Empathy           | به همراه جونگ سون وو                              |
| Fireworks             | ٢٠١۶       | کره ای | Empathy           | به همراه جونگ سون وو                              |
| Home Alone            | ٢٠١٧       |        | R.eal1ze          | بعنوان همکاری با Ravi                             |
| That Girl             | ٢٠١٧       | کره ای | Do Disturb        | به همراه Loco                                     |
| Brothers              | ٢٠١٨       | ژاپنی  | Feel the Y's City |                                                   |
| Letter                | ٢٠١٨       | ژاپنی  | Feel the Y's City |                                                   |
| Melody                | ٢٠١٩       | ژاپنی  | Feel the Y's City |                                                   |
| Jelly Fish            | ٢٠١٩       | ژاپنی  | Feel the Y's City |                                                   |
| The Moment            | ٢٠١٩       | ژاپنی  | Feel the Y's City |                                                   |
| Shall We Kiss         | ٢٠٢٠       |        |                   | OST سریال جاسوس هایی که دوستم داشتند              |
| Would You Marry Me    | ٢٠٢٠       | کره ای |                   | به همراه لی جون، یون دو جون و کوانگهی             |
| Checkmate             | ٢٠٢١       | چینی   | Stay in Touch     | به همراه جی جی لین                                |
| 10,000 Hours          | ٢٠٢١       | چینی   | Stay in Touch     |                                                   |
| I Got Ya              | ٢٠٢١       |        |                   | OST سریال خانه جن زده خود را بفروشید              |
| Nonsense              | ٢٠٢١       | چینی   | Stay in Touch     | به همراه Jam Hsiao                                |
| Some 2                | ٢٠٢٢       |        | Day & Night       | بعنوان همکاری با سویو                             |
| Your City             | ٢٠٢٣       | کره ای | Your City         |                                                   |

## فیلم‌شناسی

### فیلم
| سال    | عنوان                      | نقش        | توضیحات   | منابع |
| ------ | -------------------------- | ---------- | --------- | ----- |
| ۲۰۱۷   | آشپزی با عشق               | آشپز آن پل |           |       |
| ۲۰۲۰   | پی وان اچ: آغاز جهانی جدید | هان        | حضور ویژه | [ ۲ ] |
| نامشخص | رستوران مورد علاقه         | کی یونگ    |           |       |

### مجموعه تلویزیونی
| سال    | عنوان                         | نقش            | توضیحات                | منابع |
| ------ | ----------------------------- | -------------- | ---------------------- | ----- |
| ۲۰۰۹   | تو زیبایی                     | کانگ شین وو    |                        |       |
| ۲۰۱۱   | ضربان قلب                     | لی شین         |                        |       |
| ۲۰۱۲   | شخصیت یک مرد محترم            | خودش           | حضور افتخاری (قسمت ۱۳) | [ ۳ ] |
| ۲۰۱۳   | اگه جرات داری باهاش ازدواج کن | پارک سه جو     |                        |       |
| ۲۰۱۴   | سه تفنگدار                    | پارک دال هیانگ |                        |       |
| ۲۰۱۷   | بسته                          | سان ما رو      |                        |       |
| ۲۰۲۱   | خانه جن‌زده خود را بفروشید     | اوه این بوم    |                        | [ ۴ ] |
| ۲۰۲۳   | همکاری مغزها                  | شین‌ها رو       |                        | [ ۵ ] |
| نامشخص | تو از نا کجا آباد اومدی       | اوم ته بونگ    |                        |       |

### برنامه تلویزیونی
| سال       | نام برنامه     | شبکه                                   | نقش بازیگر | توضیحات                     |
| --------- | -------------- | -------------------------------------- | ---------- | --------------------------- |
| ۲۰۰۹–۲۰۱۰ | ام‌بی‌سی         | Korea Ecosystem Rescue Centre: Hunters | عضو اصلی   |                             |
| ۲۰۱۰      | ام‌بی‌سی         | Eco House                              | عضو اصلی   |                             |
| ۲۰۱۰–۲۰۱۱ | ام‌بی‌سی         | ما ازدواج کردیم                        | عضو اصلی   | همراه سئوهیون               |
| ۲۰۱۰–۲۰۱۱ | اس‌بی‌اس         | اینکیگایو                              | میزبان     | همراه سولی و جو کوان و سوزی |
| ۲۰۱۰–۲۰۱۱ | اس‌بی‌اس         | Night After Night                      | میزبان     | همراه ده سونگ، یوئی غیر.    |
| ۲۰۱۵      | ام‌نت           | Hologram                               | خودش       | Solo debut reality show     |
| ۲۰۱۷      | O'live، تی‌وی‌ان | Island Trio                            | اعضای اصلی |                             |
| ۲۰۱۷      | کی‌بی‌اس         | Syndrome Man                           | اعضای اصلی |                             |
| ۲۰۱۸      | O'live         | Talkmon                                | میزبان     | همراه کانگ هو دونگ          |
| ۲۰۲۰      | اس‌بی‌اس         | K-Trot in Town                         | مجری       | همراه بوم                   |
| ۲۰۲۱      | اس‌بی‌اس         | My Little Old Boy                      | مهمان ویژه |                             |
| ٢٠٢٣      | کی بی اس ٢     | Mr. House Husband                      | مهمان      | همراه لی جونگ شین           |

### برنامه رادیویی
| سال  | عنوان                                   | نقش       | توضیحات | منابع |
| ---- | --------------------------------------- | --------- | ------- | ----- |
| ۲۰۲۱ | Beautiful Morning This is Kim Chang-wan | دی‌جی ویژه | ۱۲ اوت  | [ ۶ ] |